# أكاديمية اكل
أكاديمية اكل، المعروفة سابقًا باسم مدرسة اكل الثانوية، هي مدرسة ثانوية تقع في مدينة اكل، نورفك، إنجلترا. تضم المدرسة 700 تلميذ ، تتراوح أعمارهم بين 11-16 عامًا.

## وصف
تم افتتاحها لأول مرة في عام 1959 باعتبارها ثانوية حديثة تتعاون مع المدارس الفرعية والشركات المحلية والموردين الخارجيين. وسعت وغيّرت وضعها إلى مدرسة شاملة غير انتقائية باتباع توجيهات الستينيات. أعيد افتتاح المدرسة كأكاديمية في عام 2012.

## أكاديميون
يتم تدريس الطلاب من عمر 7 إلى 8 سنوات جميع مواد المناهج الوطنية الأساسية وهي اللغة الإنجليزية والرياضيات والعلوم. كما يتم تقديم المواد التأسيسية التالية: الفن والتصميم ، الحوسبة، التصميم والتكنولوجيا، الدراما، الأخلاق ومهارات الحياة، الفرنسية، الألمانية، الجغرافيا والتاريخ، الموسيقى. وفي عمر 10 و 11 سنة، يدرس الطلاب اللغة الإنجليزية، والأدب الإنجليزي، والرياضيات، والعلوم الأساسية والإضافية أو مجتمعة، والأخلاق ومهارات الحياة (بما في ذلك التعليم الديني والجنس وتعليم العلاقات) والتربية البدنية. ولدى الطلاب أربعة خيارات تتم دراستها لمدة خمس ساعات كل أسبوعين. ويتم اختيار هذه من بين مجموعة من مجلس تعليم الأعمال والتكنولوجيا وتشمل الدراسات التجارية، والضيافة والتموين، والدراما، الفرنسية، الألمانية، الجغرافيا، التاريخ، الموسيقى.

## روابط خارجية
- الموقع الرسمي